# Ceratomontia pusilla
Ceratomontia pusilla is een hooiwagen uit de familie Triaenonychidae.